# Früchtebrot
Lo Früchtebrot ("pane con frutta" in tedesco) è un pane dolce tradizionale tedesco, prevalentemente diffuso nella Germania meridionale, in Austria e nel Trentino-Alto Adige, di cui esistono molte varianti.

## Varianti
- Quando lo Früchtebrot contiene le mele esso prende il nome di Apfelbrot. Nella val Venosta ha forma ovale e piatta e va preparato usando la farina di segale (70%) e di frumento (30%).[3] L'Apfelbrot è un PAT.
- Lo zelten è una specialità del Trentino-Alto Adige con frutta secca.[4] Viene tipicamente mangiato durante l'Avvento nella città di Bolzano. La tradizione ha preso piede nella città dal Medioevo.[5]
- Lo Früchtebrot può anche contenere le pere (Birnenbrot). Un pane alla frutta di questo tipo viene preparato nella Val Venosta ed è conosciuto come Palabirabrot.
- Quando l'Ur-Paarl  (un pane della val Venosta ottenuto accoppiando due pagnotte una accanto all'altra) contiene le albicocche, le pere e i frutti di bosco va considerato un vero e proprio esempio di Früchtebrot.[2]

## Nella cultura
- La fiaba di Eduard Mörike Das Stuttgarter Hutzelmännlein (1853) menziona l'alimento.
- Lo Früchtebrot è citato nel capolavoro di Thomas Mann La montagna incantata (1924).[6]